# بيط بنامي
بيط بنامي (الاسم العلمي: Bittium panamense) هو نوع من الرخويات يتبع جنس البيط من الفصيلة القرطيونية.